# Eddie Hernández
Eddie Gabriel Hernández Padilla (ur. 27 lutego 1991 w Trujillo) – piłkarz honduraski grający na pozycji napastnika.

## Kariera klubowa
Eddie Hernández jest wychowankiem klubu Platense FC. W lidze honduraskiej zadebiutował w 2008. W 2012 był wypożyczony do BK Häcken. Następnie został zawodnikiem klubu CD Motagua, z którego wypożyczano go do: CDS Vida, Correcaminos UAT, Qingdao Jonoon i Deportes Tolima. W 2018 najpierw został zawodnikiem kazachskiego Irtyszu Pawłodar, a następnie irańskiego klubu Zob Ahan Isfahan.

## Kariera reprezentacyjna
W reprezentacji Hondurasu Hernández zadebiutował 29 maja 2011 w zremisowanym 2-2 towarzyskim meczu z reprezentacją Salwadoru zastępując w 62 min. Carlo Costly’ego. W 2011 został powołany na Złoty Puchar CONCACAF.